# Milíčovské rybníky
Milíčovské rybníky jsou soustavou rybníků na Milíčovském potoce, do které patří ještě rybníky Křtiny, Milíčovský rybník, Kančík, Homolka, Vrah a Šáteček. Je součástí přírodní památky Milíčovský les a rybníky v přírodním parku Botič-Milíčov.

## Historie a zajímavosti
Celá milíčovská rybniční soustava vznikla už v 18. století na podmáčených loukách v lokalitě Kateřinky, kde pramení Milíčovský potok. V 2. polovině 20. století v souvislosti s výstavbou nedalekých sídlišť Jižní Město a Kateřinky došlo k odvodnění horní části povodí Milíčovského potoka. I v souvislosti s nedostatkem srážek v poslední době dochází k poklesu hladiny vodních ploch v celé rybniční soustavě.

## Přehled rybníků
| Rybník            | Rozloha (ha) | Délka (m) | Šířka (m) | Hloubka (m) | Obvod (km) | Objem (m³) | Nadm. výška (m) | Rok dokončení        | Katastrální území |
| ----------------- | ------------ | --------- | --------- | ----------- | ---------- | ---------- | --------------- | -------------------- | ----------------- |
| Křtiny            | 0,2000       | —         | —         | —           | —          | —          | 278             | 2010                 | Újezd u Průhonic  |
| Milíčovský rybník | 2,8582       | 300       | 100       | —           | —          | 24 000     | 274             | 18. století          | Újezd u Průhonic  |
| Kančík            | 0,2025       | 55        | 40        | —           | —          | 2 000      | 272             | začátek 18. století  | Újezd u Průhonic  |
| Homolka           | 0,9350       | 170       | 100       | —           | —          | 12 400     | 271             | začátek 18. století  | Újezd u Průhonic  |
| Vrah              | 2,6025       | 220       | 150       | —           | —          | —          | 268             | 18. století          | Újezd u Průhonic  |
| Šáteček           | 2,7229       | 265       | 150       | —           | —          | 29 500     | 265             | 80. léta 20. století | Petrovice, Háje   |
| Petrovický rybník | 0,2770       | —         | —         | —           | —          | 2 550      | 253             | —                    | Petrovice         |